# 電撃的東京
『電撃的東京』（でんげきてきとうきょう）は、1978年（昭和53年）6月21日に発売された近田春夫&ハルヲフォンの3枚目のアルバムであるとともに、バンド活動期にリリースされた最後のアルバムである。オリジナルの1曲を除く全てが歌謡曲のカヴァーで占められている作品。

## 概要・略歴
近田春夫は、1977年（昭和52年）10月から 1979年（昭和54年）3月まで、ニッポン放送の深夜ラジオ番組『オールナイトニッポン』の火曜日第2部である『近田春夫のオールナイトニッポン』のパーソナリティに就任。その2時間の放送中に、自身の独自の視点に基づく解説付きで、大量の歌謡曲をオンエアすることで知られた近田は、1978年（昭和53年）、雑誌『POPEYE』（平凡出版、現マガジンハウス）で『THE 歌謡曲』の連載を開始し、歌謡曲批評家としても知られるようになった。その流れの中で、「批評家としてのスタンス」と「ロックアーティストとしてのスタンス」を融合させて作り上げたのが本アルバムである。
近田が小学4年生だった1960年（昭和35年）のスリーファンキーズのデビュー曲『でさのよツイスト』から、本アルバムのリリース前年である1977年のヒット曲、森進一の『東京物語』、JJSの『ラストショー』、フォーリーブスの『ブルドッグ』までの11曲のカヴァーと、唯一のオリジナル楽曲『恋のT.P.O.』が収められている（シングルとは別ヴァージョン）。カヴァーされた作曲家のうち、筒美京平、都倉俊一、加瀬邦彦の3名は2曲ずつ選ばれ、作詞家では、橋本淳、阿久悠の2名が2曲ずつ選ばれている。
ヴォーカルは基本的に近田だが、のちにシングルカットもされた『きりきり舞い』および『東京物語』では、前者を同バンドのベーシスト・高木英一、後者を同バンドのギタリスト・小林克己がつとめた。この2曲は1枚のシングル『きりきりまい』（全てひらがな表記）として同年シングルカットされたが、このシングルでの『きりきりまい』は、アルバムでの『きりきり舞い』とはヴァージョンが異なる。
1989年（平成元年）以来4回にわたって、シングル『ロキシーの夜』およびそのB面曲『闇にジャックナイフ』をボーナストラックに収めたCDが発売されており、現在でもその全曲を聴くことができる。また、シングルヴァージョンの『恋のT.P.O.』および『きりきりまい』は、1999年（平成11年）に発売されたオムニバスCD『ニューロックの夜明け 番外編(9) キング・ニューロック・シングル集 ファンキー・ダッコNo.1』で初めてCD化された。※オムニバスCDのジャケット表記では『きりきり舞い』となっている。
本作が「ハルヲフォン」のラストアルバムとなり、近田の次のアルバムはソロアルバム『天然の美』（1979年）であった。

## 収録曲
1. ついておいで（シャープ・ホークス、1966年）
  - 作詞：尾中美千絵、作曲：鈴木邦彦、編曲：近田春夫
2. 恋の弱味（郷ひろみ、1976年）
  - 作詞：橋本淳、作曲：筒美京平、編曲：近田春夫
3. 東京物語（森進一、1977年）
  - 作詞：阿久悠、作曲：川口真、編曲：近田春夫
4. きりきり舞い（山本リンダ、1973年）
  - 作詞：阿久悠、作曲：都倉俊一、編曲：近田春夫
5. 真夜中のエンジェル・ベイビー（平山三紀、1975年）
  - 作詞：橋本淳、作曲：筒美京平、編曲：近田春夫
6. ラストショー（JJS、1977年）
  - 作詞：杉山政美、作曲：木森敏之、編曲：近田春夫
7. でさのよツイスト（スリーファンキーズ、1960年）
  - 作詞：石原昭、作曲：前田憲男、編曲：近田春夫
8. 情熱の砂漠（ザ・ピーナッツ、1973年）
  - 作詞：山上路夫、作曲：加瀬邦彦、編曲：近田春夫
9. 気になるお前（沢田研二、1973年）
  - 作詞：安井かずみ、作曲：加瀬邦彦、編曲：近田春夫
10. ブルドッグ（フォーリーブス、1977年）
  - 作詞：伊藤アキラ、作曲：都倉俊一、編曲：近田春夫
11. 人間狩り（ピーター、1974年）
  - 作詞：なかにし礼、作曲：馬飼野康二、編曲：近田春夫
12. 恋のT.P.O.（オリジナル）
  - 作詞・作曲・編曲：近田春夫
13. ロキシーの夜（1978年のシングルA面） - CDのみのボーナストラック
  - 作詞：島武実、作曲：筒美京平、編曲：小田健一郎
14. 闇にジャックナイフ（1978年のシングルB面） - CDのみのボーナストラック
  - 作詞：島武実、作曲：筒美京平、編曲：佐孝康夫

## 註
1. ↑  「オールナイトニッポンのパーソナリティ一覧」の項の記述を参照。
2. ↑  ムード歌謡、GS、アイドル歌謡などを並列に分析、紹介。
3. ↑  「近田春夫」の項の記述を参照。
4. ↑  #収録曲の項の記述を参照。
5. ↑  #外部リンクのYahoo! ミュージックの各項の記述を参照。